# Mallinckrodthof

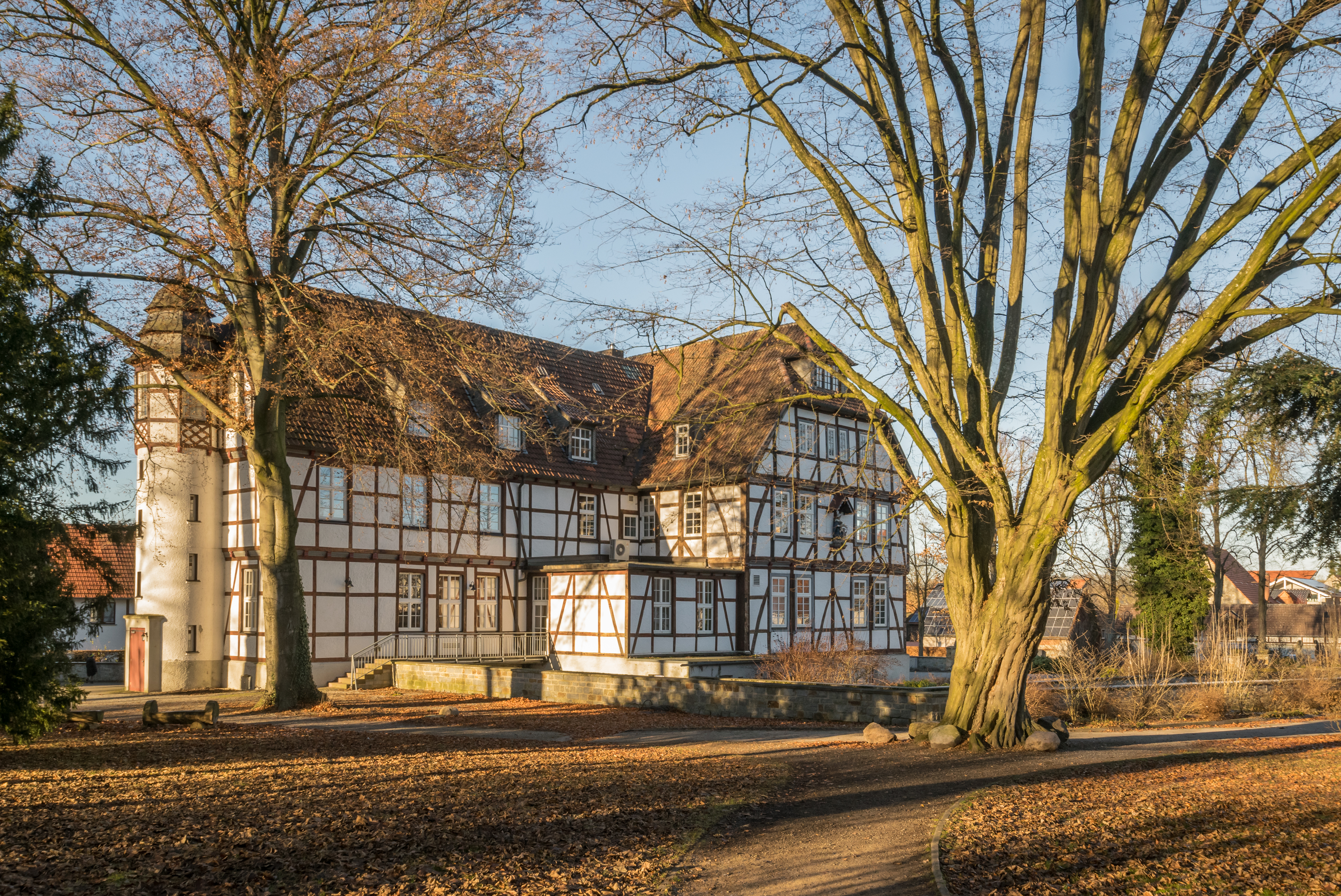
Mallickrodthof

Der Mallinkrodthof, das sogenannte Oberhaus des ehemaligen Adelssitzes, ist ein denkmalgeschütztes Profangebäude in der Mallinckrodtstr. 6 in Nordborchen, einer Ortschaft der Gemeinde Borchen im Kreis Paderborn (Nordrhein-Westfalen).

## Geschichte und Architektur

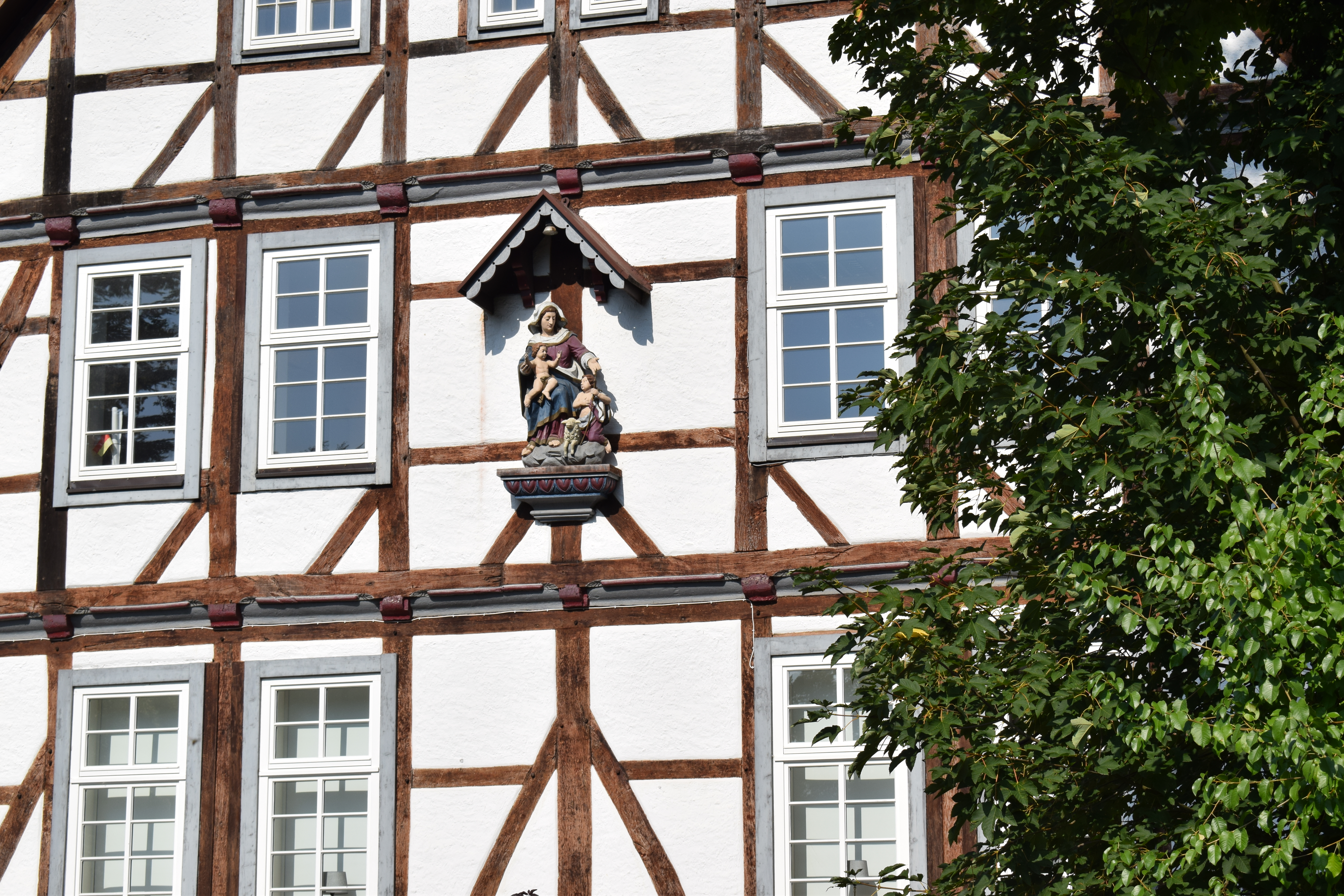
Marienfigur mit Kind an der Südostfassade

Das umgräftete barocke Anwesen mit Herrenhaus ist von einer Bruchsteinmauer eingefasst. Der Rittersitz bestand bereits seit dem Mittelalter und wurde Oberhaus genannt. Er gehörte den Freiherren von Oeynhausen, dann im 18. Jahrhundert kurzzeitig den in Borchen begüterten Freiherren von Haxthausen. 1809 erwarb ihn die Familie von Hartmann, die ihn 1871 an den bekannten Politiker Hermann von Mallinckrodt weitervererbte, nach dem er benannt ist. Zur Anlage gehören ein kleiner Garten und ein Pavillon. Der stattliche Fachwerkbau auf einem massiven Sockel wurde von 1668 bis 1684 auf den Fundamenten eines Vorgängerbaus errichtet. Er ist mit einem Krüppelwalmdach gedeckt. Er wurde 1878 über die Gräfte hinweg nach Süden erweitert. Im selben Jahr wurde die zweiseitige Freitreppe angelegt. Im Inneren wurde das Gebäude zu Unterrichtszwecken mehrfach umgestaltet. Bemerkenswert ist die barocke Marienfigur mit Kind an der Südostfassade. 
Das Schloss diente längere Zeit als wirtschaftliche Frauenschule und war dem Reifensteiner Verband seit 1912 angeschlossen. Die Besitzerin war die Gesellschaft für landwirtschaftliche Frauenbildung GmbH in Nordborchen. Ab 1942 wurde sie als Provinzial-Landfrauenschule Nordborchen geführt, ab 1970 als Frauenbildungsanstalt Mallinckrodthof, später: Mallinckrodthof Berufskolleg, Berufsfeld Ernährung und Hauswirtschaft. Inzwischen beherbergt das Gebäude ein Trauzimmer des Standesamtes Borchen und das Café und Restaurant "Genusswerkstatt". Des Weiteren nutzen die Volkshochschule, der Warenkorb, die Arge und borchener Vereine einige der Räume.

## Annetten-Tempelchen

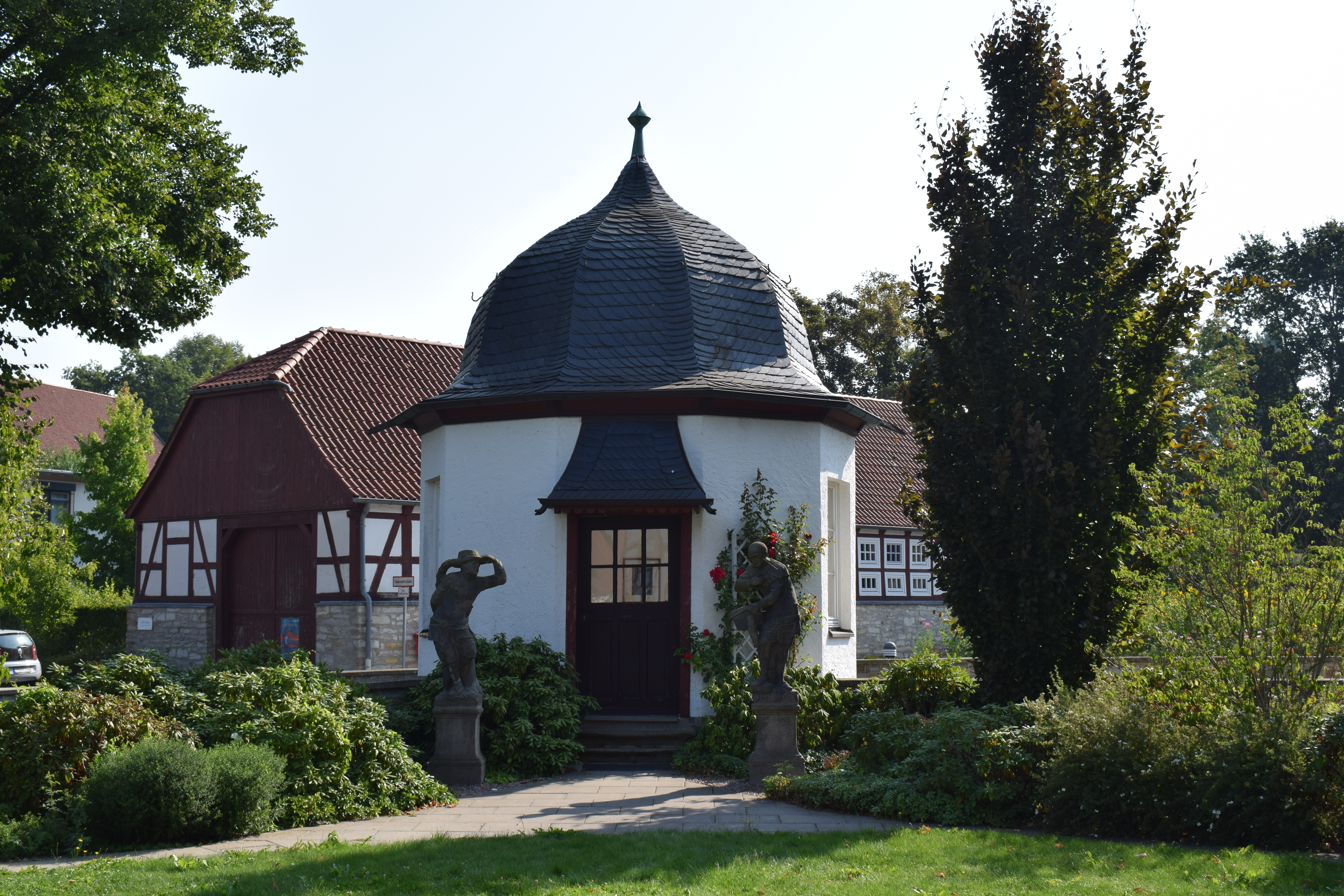
Annetten-Tempelchen

An der nordöstlichen Ecke der Gräfte steht das sogenannte Annetten-Tempelchen, in dem die Dichterin Annette von Droste-Hülshoff an ihrer Novelle Die Judenbuche gearbeitet haben soll. Der polygonale Putzbau aus der ersten Hälfte des 18. Jahrhunderts ist von einer Schweifhaube bekrönt. Vor dem Bau stehen zwei Komödiantenfiguren aus Sandstein aus der zweiten Hälfte des 19. Jahrhunderts.